# Ed Herschler

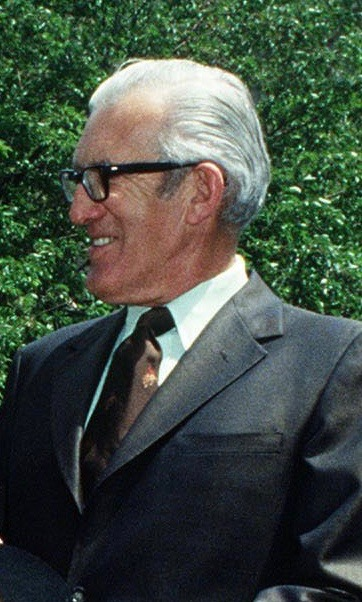
Ed Herschler år 1977

Edgar "Ed" Herschler, född 27 oktober 1918 i Kemmerer, Wyoming, död 5 februari 1990 i Cheyenne, Wyoming, var en amerikansk politiker (demokrat). Han var guvernör i delstaten Wyoming 1975–1987.
Herschler deltog i andra världskriget i USA:s marinkår och avlade juristexamen vid University of Wyoming. Han efterträdde 1975 Stanley K. Hathaway som guvernör och efterträddes 1987 av Mike Sullivan. Ingen tidigare guvernör hade innehaft ämbetet i tre fyraåriga mandatperioder. Efter tiden som guvernör arbetade Herschler som advokat i Cheyenne där han 1990 avled i cancer.